# 盧時泰
盧時泰（16世紀—17世紀），號靖寰，山西大同府朔州，明朝政治人物。

## 生平
盧時泰年輕時早起讀書，有閆姓人家帶來五十金換米，未換到就已經喝醉，遺下金在梯樓梯後；他拿走後告訴父親盧淳修，父親試探他說：「你不妨藏起它。」他回答：「這是他人財物，為何藏起來？兒子一定不會為五十金喪平生。」父親喜悅地說：「這是我心聲啊。」第二天閆某回來請求延期換米，他說：「不用了，你的五十金在這裡。」閆某愕然，打算送他一半，他堅持不接受，得到人們讚許。
其後盧時泰中万历四十年（1612年）壬子科舉人，四十四年（1616年）成丙辰科进士，初任行人司行人，天启二年行取考選，四年三月授禮科给事中，五年巡視十庫，見魏忠贤擅權，上時事九极疏，一曰民生凋敝之极；一曰财用匮乏之极；一曰仕路躁競之极；一曰老成凋谢之极；一曰人心涣散之极；一曰法纪凌夷之极；一曰名器滥觞之极；一曰风俗奢侈之极；一曰灾异谴告之极，疏忤璫意，出为陕西副使。丁憂，服闋，崇祯四年（1631年）補山東副使，备兵易州道，七年（1534年）升四川布政司参政。時泰工古文词，一时记序碑铭皆其著作，州志艺文所载甚多。

## 家族
曾祖盧忠。祖父盧貞之，號幹斋，赋性孝友，兄弟四人有田八十亩，每人应分二十亩，内有一分其先人舍二亩为义冢，长兄分之，不乐。貞之曰：如兄不愿，弟愿易之。且扩义冢之地，復舍一亩，止十七亩。
父卢淳修，字子厚，號春台，家世科第，早岁游庠，以父故不仕，课子习举子业。次子时泰登进士第，封父如其官。崇祯元年卒，享年八十三。孫傳庭撰有《敕封徵仕郎禮科给事中卢公神道碑》。
朔州城南大街正中有「世科坊」，为明成化癸卯舉人卢鼎、正德庚午舉人卢学之、甲戌進士卢问之、万历丙辰進士卢时泰、崇祯丙子舉人卢时育立。又有「父子給諫坊」，为明诰封给事中卢淳、卢时泰父子立。又有「黄甲蜚声坊」，为丙辰進士卢时泰立。
弟卢时育，崇祯九年丙子科舉人。子卢锤，字国长，随父之任四川，時张献忠乱蜀，父時泰致仕归，道遇流寇，從人解散，父年老不能行，锤夜负父而行，几三百余里，艰苦万状。父殁，未几復遭李闯至朔北掠宦后，弟幼被獲受刑，锤挺身向前代北，弟因以免，乡党宗族稱其孝友，有司舉乡饮正宾。